# Paralisi di Erb
La paralisi di Erb è una paralisi del braccio causata da lesioni al gruppo superiore dei nervi principali del braccio, in particolare la recisione dei nervi C5-C6 della parte superiore del tronco; questi fanno parte del plesso brachiale, che comprende i rami ventrali dei nervi spinali C5-C8 e del nervo toracico T1. Queste lesioni derivano più comunemente, ma non esclusivamente, da una distocia della spalla durante un parto difficile. A seconda della natura del danno, la paralisi può risolversi da sola in un periodo di mesi, richiedere una terapia riabilitativa o richiedere un intervento chirurgico.

## Segni e sintomi
La paralisi può essere parziale o completa; il danno a ciascun nervo può variare da una abrasione a uno strappo. La radice più comunemente coinvolta è C5 (nota anche come punto di Erb: l'unione delle radici C5 e C6) poiché, meccanicamente, è il punto più lontano dalla forza di trazione, quindi il primo/il più colpito. La paralisi di Erb-Duchenne si presenta come una sindrome del motoneurone inferiore associata a disturbi della sensibilità e fenomeni vegetativi.
I nervi più comunemente coinvolti sono il nervo soprascapolare, il nervo muscolocutaneo e il nervo ascellare.
I segni della paralisi di Erb comprendono la perdita di sensibilità al braccio e la paralisi e l'atrofia dei muscoli deltoide, bicipite e brachiale. «La posizione dell'arto, in tali condizioni, è caratteristica: il braccio pende di lato ed è ruotato medialmente; l'avambraccio è esteso e pronato. Il braccio non può essere alzato di lato; si perde ogni facoltà di flessione del gomito, così come la supinazione dell'avambraccio». Il conseguente danno al bicipite è la causa principale di questa classica posizione fisica comunemente chiamata "mancia del cameriere".
Se la lesione si verifica a un'età abbastanza precoce da influenzare lo sviluppo (ad es. come un neonato o un lattante), spesso lascia il paziente con una crescita stentata nel braccio interessato, con tutto ciò che rientra dalla spalla fino alla punta delle dita più piccolo rispetto al braccio sano. Questo lascia anche il paziente con uno sviluppo muscolare, nervoso e circolatorio alterato. La mancanza di sviluppo muscolare fa sì che il braccio sia molto più debole di quello sano e meno articolato, con molti pazienti incapaci di sollevare da soli il braccio sopra l'altezza della spalla, oltre a lasciare molti con una contrattura del gomito.
La mancanza di sviluppo del sistema circolatorio può lasciare il braccio quasi privo della capacità di regolare la propria temperatura, il che spesso si rivela problematico durante i mesi invernali, periodo in cui dovrebbe essere monitorato da vicino per garantire che la temperatura del braccio non scenda troppo al di sotto quello del resto del corpo. Tuttavia il danno al sistema circolatorio comporta altresì una riduzione della capacità di guarigione della pelle, in modo che il danno cutaneo richieda molto più tempo del solito per guarire e le infezioni al braccio possono essere abbastanza comuni se i tagli non vengono sterilizzati il prima possibile.
Il danno neurologico è spesso l'aspetto più problematico della paralisi di Erb, ma è anche il più variabile. Ci sono stati casi di pazienti che hanno perso del tutto la percezione sensoriale nel braccio dopo le procedure mentre prima avevano una percezione sensoriale completa. L'area più comune per una perdita della percezione sensoriale (esclusi i casi in cui il braccio affronta una perdita totale) è tra la spalla e il gomito, poiché i nervi che forniscono informazioni da quell'area al cervello sono anche quelli prima danneggiati nel trauma causale iniziale.

## Eziologia
La causa più comune della paralisi di Erb è la distocia, un parto o un travaglio anormali o difficili. Ad esempio, può verificarsi se la testa e il collo del bambino vengono tirati di lato mentre le spalle passano attraverso il canale del parto. La condizione può anche essere causata da un'eccessiva trazione sulle spalle durante una presentazione cefalica o dalla pressione sulle braccia alzate durante un parto podalico. La paralisi di Erb può colpire anche i neonati colpiti da una frattura della clavicola non correlata a una distocia.
Una lesione simile può essere osservata a qualsiasi età in seguito a traumi alla testa e alla spalla, che provocano l'allungamento violento dei nervi del plesso, con il tronco superiore del plesso che subisce la lesione maggiore. Le lesioni possono anche verificarsi a seguito di violenza diretta, comprese ferite da arma da fuoco e trazione sul braccio, o il tentativo di ridurre la lussazione dell'articolazione della spalla. Il livello di danno ai nervi costituenti è correlato alla quantità di paralisi.

## Diagnosi
L'aspetto del braccio (o delle braccia) interessato dipende dal singolo caso. In alcuni casi il braccio può non avere la capacità di raddrizzarsi o ruotare, ma per il resto funziona normalmente conferendo l'aspetto generale di un braccio rigido e storto. In altre circostanze il braccio ha poco o nessun controllo e ha un aspetto "rilassato". Trattamenti come fisioterapia, massaggi e stimolazione elettrica possono aiutare a prevenirlo all'inizio (o durante) la vita del paziente rinforzando il braccio.
In altri casi, ancora, gli individui possono soffrire molto disagio. Ad esempio, possono provare un forte dolore crampiforme che va dalla spalla fino al polso, che dura per qualche tempo ed è particolarmente doloroso dopo aver dormito. Sebbene il dolore non colpisca tutti i pazienti con la paralisi di Erb, può essere estremamente fastidioso per coloro in cui succede e può persino causare malessere o svenimento dei pazienti. Questo dolore nervoso estremo è per lo più comune durante le fasi finali della crescita e quasi sempre si attenua nel tempo. Altri dolori che i malati di paralisi di Erb potrebbero riferire comprendono muscoli tesi, rigidità, problemi circolatori e crampi. Diversi fattori dipendono dalla gravità della condizione e possono variare, quindi mentre alcuni pazienti avvertono molto dolore, alcuni pazienti potrebbero non provare alcun dolore e il loro braccio affetto potrebbe essere solo visivamente storto.
Anche il disagio scapolare è estremamente comune nella paralisi di Erb poiché la spalla è spesso a rischio di lussazione. Ciò può portare, ancora una volta, a malessere o insonnia.

## Terapia
Alcuni bambini guariscono da soli; tuttavia, alcuni potrebbero richiedere un intervento specialistico.
La neurochirurgia neonatale/pediatrica è spesso necessaria per la riparazione delle fratture da avulsione. Le lesioni possono guarire nel tempo e ripristinare la funzionalità. Spesso sono necessarie cure fisioterapiche per recuperare l'utilizzo muscolare. Sebbene la mobilità venga recuperata in molti bambini di età inferiore a un anno, gli individui che non sono ancora guariti in questa fase raramente acquisiranno la piena funzionalità del braccio e potrebbero sviluppare l'artrite.
I tre trattamenti più comuni per la paralisi di Erb sono i trapianti di nervi (di solito dall'arto opposto), i rilasci del sottoscapolare e i trapianti del tendine del gran dorsale.
I trapianti nervosi vengono solitamente eseguiti su bambini di età inferiore ai 9 mesi poiché il rapido sviluppo dei bambini più piccoli aumenta l'efficacia della procedura. Di solito non vengono eseguiti su pazienti di età superiore perché quando la procedura viene eseguita su neonati più grandi, i danni possono superare i benefici, e si possono causare danni ai nervi nell'area da cui sono stati prelevati i nervi. Le cicatrici possono variare da tenue boli cicatrici lungo le linee del collo a forme a "T" complete su tutta la spalla a seconda della formazione del chirurgo e della natura del trapianto.
I rilasci del muscolo sottoscapolare, invece, non hanno un limite di tempo. Poiché si tratta semplicemente di tagliare una forma a "Z" nel muscolo sottoscapolare per produrre un allungamento del braccio, può essere eseguito a quasi tutte le età e può essere ripetuto sullo stesso braccio; tuttavia, ciò comprometterà l'integrità del muscolo.
I trapianti del tendine del latissimus dorsi comportano il taglio del latissimus dorsi a metà orizzontalmente per tirare parte del muscolo intorno e attaccarlo all'esterno del bicipite. Questa procedura fornisce la rotazione esterna con vari gradi di successo. Un effetto collaterale può essere l'aumento della sensibilità della parte del bicipite dove ora giace il muscolo, poiché il gran dorsale ha circa il doppio delle terminazioni nervose per superficie rispetto ad altri muscoli.

## Storia

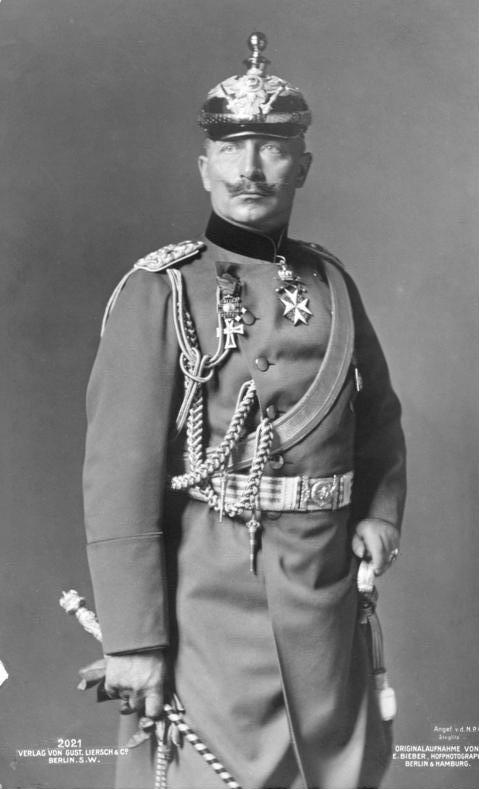
Il kaiser Wihlem II era affetto da paralisi di Erb al braccio sinistro.

Al famoso ostetrico britannico William Smellie è accreditata la prima descrizione medica di una paralisi ostetrica del plesso brachiale. Nel suo trattato di ostetricia del 1768, descrisse un caso di paralisi bilaterale transitoria del braccio in un neonato dopo un travaglio difficile.
Nel 1861, Guillaume Benjamin Amand Duchenne coniò il termine «paralisi ostetrica del plesso brachiale» dopo aver analizzato quattro bambini con paralisi di muscoli identici del braccio e della spalla, dopo aver pubblicato le sue prime scoperte nel 1855. Nel 1874, Wilhelm Heinrich Erb concluse nella sua tesi sulle lesioni del plesso brachiale adulto che le paralisi associate del deltoide, del bicipite e del sottoscapolare derivano da una lesione radicolare a livello di C5 e C6 piuttosto che da lesioni isolate dei nervi periferici.

### Esempi noti
Personaggi famosi con la paralisi di Erb includono il kaiser Guglielmo II di Germania o l'attore Martin Sheen. La wrestler professionista Traci Brooks è affetta da paralisi di Erb e ha portato a termine una carriera di successo. Un altro sportivo è l'ex giocatore degli Iowa Hawkeyes Adrian Clayborn. La giovane campionessa di tiro con l'arco Faith Oakley, che ha la paralisi di Erb che colpisce il suo braccio destro, usa i suoi denti per tirare indietro la corda dell'arco per scoccare la freccia.
L'uso del tutore militare ha anche causato la paralisi di Erb in cadetti delle scuole militari.